# Anita Lyssek-Boroń
Anita Monika Lyssek-Boroń – polska okulistka, profesor nauk medycznych.

## Życiorys
Dyplom lekarski uzyskała w 1996 roku na Śląskiej Akademii Medycznej. W okresie 1997–2004 pracowała jako asystent w Katedrze i Oddziale Klinicznym Chorób Oczu Śląskiej Akademii Medycznej oraz jednocześnie w Wojewódzkim Szpitalu Specjalistycznym nr 5 w Sosnowcu.  
Doktoryzowała się na macierzystej uczelni w 2003 roku na podstawie pracy pt. Densytometryczna i ultradźwiękowa ocena stanu kośćca oraz wybranych parametrów metabolizmu kości u młodych osób unieruchomionych na wózkach inwalidzkich (promotorem doktoratu był Wojciech Pluskiewicz).  
Specjalizację w zakresie okulistyki ukończyła pod kierunkiem prof. Edwarda Wylęgały w Okręgowym Szpitalu Kolejowym w Katowicach w 2004 roku, gdzie następnie w latach 2005–2009 była zatrudniona na stanowisku starszego asystenta. 
W 2009 awansowała na pozycję zastępcy kierownika Oddziału Okulistycznego Wojewódzkiego Szpitala Specjalistycznego w Sosnowcu (stanowisko kierownika objął wówczas Dariusz Dobrowolski). Ponadto od 2011 roku jest odpowiedzialna w sosnowieckim szpitalu za bank tkanek i komórek. 
Odbyła szereg staży zagranicznych z zakresu doskonalenia umiejętności chirurgicznych: w Antwerpii (Belgia), w Klinice Okulistyki Uniwersytetu w Pizie (Włochy) oraz w Bremie (Niemcy).
Habilitowała się w 2019 roku w Uniwersytecie Medycznym w Lublinie na podstawie oceny dorobku naukowego i pracy pod tytułem Nowoczesne metody diagnostyki i leczenia wzrostu ciśnienia wewnątrzgałkowego jako głównego czynnika sprawczego jaskry u pacjentów po zabiegach witrektomii przez część płaską ciała rzęskowego. 
W 2020 roku objęła stanowiska profesora uczelni oraz kierownika Katedry i Kliniki Okulistyki Akademii Śląskiej w Katowicach. Od 2020 roku jest konsultantem wojewódzkim w zakresie okulistyki dla województwa opolskiego. W 2024 roku otrzymała tytuł naukowy profesora nauk medycznych i nauk o zdrowiu.
W pracy badawczej i klinicznej specjalizuje się głównie w: diagnostyce i leczeniu jaskry, problematyce znieczulenia do witrektomii, leczeniu chorób przedniego odcinka oka, degeneracji plamki związanej z wiekiem oraz zastosowaniach OCT w diagnostyce okulistycznej.
Swoje prace publikowała w czasopismach krajowych i zagranicznych, m.in. w „Cornea", „Ophthalmology and Therapy" oraz „Klinice Ocznej".
Jest członkinią: Polskiego Towarzystwa Okulistycznego, Amerykańskiej Akademii Okulistyki (ang. American Academy of Ophthalmology, AAO), Europejskiego Towarzystwa Chirurgów Zaćmy i Refrakcyjnych (ang. European Society of Cataract and Refractive Surgeons, ESCRS) oraz European Vitreo-Retinal Society (EVRS).